# Bildstock-Tunnel
Der Bildstock-Tunnel ist ein 336,8 m langer Tunnel im saarländischen Friedrichsthal. Der zwischen 1953 und 1955 erbaute Eisenbahntunnel steht unter Denkmalschutz.

## Geschichte
1844 beschloss Preußen, Saarbrücken und das saarländische Kohlerevier an die Pfälzische Ludwigsbahn anzuschließen, um den Kohletransport aus dem Saarland zu erleichtern. Dabei sollten die Gruben rund um Neunkirchen, St. Ingbert und Saarbrücken einen direkten Gleisanschluss erhalten. Um dies gewährleisten zu können, musste die Trasse über das Sulzbachtal geführt werden, was als nicht ganz einfache Streckenführung durch den Saarkohlenwald angesehen wurde. Umfangreiche Untersuchungen des Preußischen Bergamtes bestätigten das. Insbesondere der Bergrücken, auf dem der Friedrichsthaler Ortsteil Bildstock liegt, galt als problematisch. Man entschloss sich, hier einen Tunnel zu graben. Mitte 1847 waren die Vorarbeiten abgeschlossen. 1849 begannen die Arbeiten an der Strecke. Insgesamt 43 Brücken und Durchlässe waren auf der kurzen Strecke zu erbauen.
Ende 1849 begannen die Arbeiten am Tunnel unter Bildstock. Im Durchschnitt arbeiteten 34 Männer, darunter auch Bergleute, unter der Leitung von Obersteiger Ludwig Raiffeisen am Bau des 481 Meter langen Tunnels. Die Arbeiten wurden von beiden Seiten vorangetrieben und mit Hammer und Meißel ausgeführt, gelegentlich auch unter Feuersetzen, bei dem der Stein stark erhitzt und dann mit kaltem Wasser abgeschreckt wurde. 1852 war der Tunnel fertig gestellt und die Strecke wurde am 15. November 1852 in Betrieb genommen. Der neue Tunnel befand sich am höchsten Punkt der Strecke. Von Saarbrücken aus stieg die Trasse stark an, nach Neunkirchen fiel sie dann ebenso stark ab.
Der starke Kohleabbau in der Region führte bald schon zu starken Problemen auf der Bahnstrecke. Bergschäden zwangen zu häufigen Instandsetzungsarbeiten. Durch Grubensenkungen wuchsen die Dämme teilweise rasch an, um das Gleisbett eben zu halten. Immer wieder gab es Überlegungen, die Bahnstrecke zu verlegen und auch den Bildstock-Tunnel abzureißen und einen Bahneinschnitt durch Bildstock zu legen. Doch aus militärtaktischen Gründen wurde diese Idee nicht umgesetzt, denn der Tunnel würde die Strecke bei einer Sprengung lange Zeit unbrauchbar machen. Ab 1946 wurden die Grubenschäden immer stärker. Berechnungen ergaben, dass man bis 1975 die Strecke zwischen Friedrichsthal und Landsweiler-Reden um rund zwei bis drei Meter hätte anheben müssen. Außerdem entdeckte man unter dem Bildstock-Tunnel große Kohlevorkommen, die man bei einer Anhebung und Belassung der alten Strecke nicht hätte fördern können. Ein Aufschlitzen des Tunnels hätte einen rund 60 Meter tiefen Einschnitt hinterlassen, der das Dorf Bildstock geteilt hätte. Saarbergwerke und Eisenbahndirektion beschlossen deshalb den Neubau eines Tunnels.
Die Planungen für den Tunnel waren nicht einfach: Die Tunnelhöhe musste groß genug sein, um auch bei Verformungen durch Bergschäden den Verkehr aufrechterhalten zu können. Für den Ausbau wurde eigens ein neues Tunnelbausystem von Albert Caquot aus Paris erdacht und unter Mitarbeit des Ingenieurbüros Considere et Cie. ausgearbeitet. Die Pläne sahen vor, 0,8 m breite Betonformsteine zu nutzen, um eine Elastizität der Tunnelwandung zu erreichen. Man setzt die Betonringe rund 0,4 m auseinander. 281 Tragringe benötigte man, die aus je 178 konischen Gewölbesteinen bestanden. So benötigte man rund 50.000 Steine, die in einer eigens eingerichteten Fabrik am Nordeingang produziert wurden.
Der neue Bildstocktunnel entstand rund 150 Meter westlich des alten Tunnels. Er ist 336,8 m (laut Schild am Nordportal 340 m) lang und hat einen Durchmesser von 9,34 m mit zwei Gleisen. Während der alte Tunnel gerade durch den Berg lief, folgt der neue einem Bogen mit einem 500-Meter-Radius. Anfang Mai 1953 begannen die Arbeiten am nördlichen Einschnitt, ab Oktober 1953 wurde der Firststollen vorangetrieben. Rund 33.000 m³ betrug der eigentliche Tunnelaushub, weitere 450.000 m³ Erdmassen mussten vor den Tunneleingängen bewegt werden. Im Durchschnitt arbeiteten 275 Mann auf der Baustelle. Das Projekt verschlang mehr als 1 Milliarde Francs.
Am 3. Juli 1955 durchfuhr der erste Zug den neuen Tunnel. Der alte Tunnel wurde verfüllt, die Eingangsportale aus Sandstein zugeschüttet. In den folgenden Jahren wurden immer wieder Messungen am Tunnel vorgenommen, um die Statik zu überprüfen. Dabei ergaben die Messungen, dass die Tunnelröhre sich kaum absenkte.